# اين براون
اين براون (بالإنجليزية: Wayne Brown)‏ (و. 1988  م) هو لاعب كرة قدم، من المملكة المتحدة، ولد في لندن، يلعب كلاعب وسط.

## روابط خارجية
- اين براون على موقع قاعدة بيانات كرة القدم.إي يو (الإنجليزية)
- اين براون على موقع Soccerbase.com (لاعب) (الإنجليزية)
- اين براون على موقع Soccerway.com (الإنجليزية)
- اين براون على موقع عالم كرة القدم.نت (الإنجليزية)